# Catedral de Sant'Ana (Uruguaiana)
A Catedral Sant'Ana (Uruguaiana) se originou com a paróquia de Santana, criada pela lei provincial 58, de 29 de maio de 1846, juntamente com a cidade de Uruguaiana, sendo construída entre os anos de 1861 e 1874.

## Histórico e caracterização
No ano de 1906, a paróquia foi parcialmente destruída por um grande incêndio, mas foi reformada nos anos subsequentes.
Com a criação da Diocese de Uruguaiana, no dia 15 de agosto de 1910, pela bula Praedecessorum Nostrorum, criada pelo Papa Pio X, esta paróquia tornou-se Catedral de Sant'ana.
Mais adiante, em 1926 foi destruída, tendo em vista de que já havia um projeto para a construção de um prédio maior, que passou a ser construído e, no ano de 1959 concluídas as suas obras. Levou 33 anos para ser concluída.
Possuindo 62,65 metros de comprimento e 31 metros de largura, suas torres metálicas têm 62m de altura, foram colocadas em fevereiro de 1958. A catedral de Sant'Ana possuí obras de arte belíssimas e em sua cripta estão os "FACSÍMILE" do 1º e 3º Bispos de Uruguaiana, respectivamente Dom Hermeto e Dom Luís Filipe de Nadal.

## Arte e estilo
Estátua de Sant'Ana no frontispício da catedral tem 3 metros de altura e é uma obra de Acário de Carvalho. As pinturas do presbitério foram feitas pelo pintor Victor Perona em 22 de junho de 1948.
As inscrições nas portas da catedral de Sant'Ana são brasões ou emblemas de Dom Hermeto e Pio X em uma das portas; emblema dos Papas em geral e do Brasil na segunda porta; e Sagrado Coração de Jesus, Papa Pio XII e do Arcebispo de Porto Alegre Dom João Becker na terceira.